# Otoya Yamaguchi
Otoya Yamaguchi (Tokyo, 22 febbraio 1943 – Tokyo, 2 novembre 1960) è stato un assassino giapponese.

## Biografia
Membro di un Uyoku dantai (gruppi di estrema destra) era ancora uno studente quando  il 12 ottobre 1960 uccise con una spada da samurai il leader del Partito Socialista Giapponese Inejirō Asanuma durante un dibattito politico in vista delle elezioni parlamentari.

### Morte
Meno di tre settimane dopo l'assassinio, mentre era tenuto in una struttura di detenzione per minori, Yamaguchi mescolò una piccola quantità di dentifricio con acqua e scrisse sulla parete:
Yamaguchi, poi, annodò il suo lenzuolo in una corda per impiccarsi ad un lampadario.
La frase citata in precedenza, era un riferimento alle ultime parole del samurai Kusunoki Masashige del XIV secolo.

### Eredità
Una fotografia scattata da Yasushi Nagao, mostrava il momento in cui Otoya estrae la spada da Asanuma. Questa foto vinse il Premio Pulitzer nel 1961 e il World Press Photo of the Year nel 1960.
Inoltre Kenzaburō Ōe, vincitore nel 1994 del Premio Nobel per la letteratura, si basò su questa vicenda per scrivere Morte di un giovane politico.